# Kunsthalle de Mannheim
La Kunsthalle de Mannheim (Kunsthalle Mannheim) est un musée d'art à Mannheim dans le Sud-Ouest de l'Allemagne, consacré à l'art moderne et contemporain.
Les œuvres présentées, allant d'Édouard Manet à Francis Bacon pour la peinture, et pour la sculpture d'Auguste Rodin et Wilhelm Lehmbruck à Mario Merz et Richard Long, en passant par Henry Moore et Marino Marini, en font une des collections publiques d'art moderne les plus renommées.

## Collection
Le musée présente 2 150 tableaux, 840 sculptures et environ 33 000 dessins, aquarelles et gravures. Les collections présentent des œuvres majeures des XIXe et XXe siècles :
- peinture : Caspar David Friedrich, Johan Christian Dahl, Édouard Manet, Alfred Sisley, Théodore Géricault, Eugène Delacroix, Camille Pissarro, Paul Cézanne, Hans von Marées, Carl Schuch, Oskar Kokoschka, Christian Rohlfs, Erich Heckel, Karl Schmidt-Rottluff, Edvard Munch, August Macke, Robert Delaunay, Otto Dix, Max Beckmann, George Grosz, Francis Bacon, Pierre Soulages, Karl Otto Götz et Franz Xaver Fuhr.
- sculpture : Rudolf Belling, Eberhard Bosslet, Constantin Brâncuși, Honoré Daumier, Auguste Rodin, Medardo Rosso, Ernst Barlach, Edgar Degas, Wilhelm Lehmbruck, Alexandre Archipenko, Jean Arp, Barbara Hepworth. Henri Matisse, Marino Marini, Henry Moore, Alberto Giacometti, Otto Herbert Hajek (de), Richard Serra, Ossip Zadkine, Eduardo Chillida, Hans Uhlmann (de), Thomas Lenk,Hans Uhlmann (de), George Segal, Wolf Vostell[2], Gustav Seitz, Ulrich Rückriem, Erich Hauser et Martin Mayer (de).

Sont privilégiées les périodes romantique, classique, de la Nouvelle objectivité et les dessins de sculpteurs. S'y ajoute l'art imprimé du XVe au XVIIIe siècle.

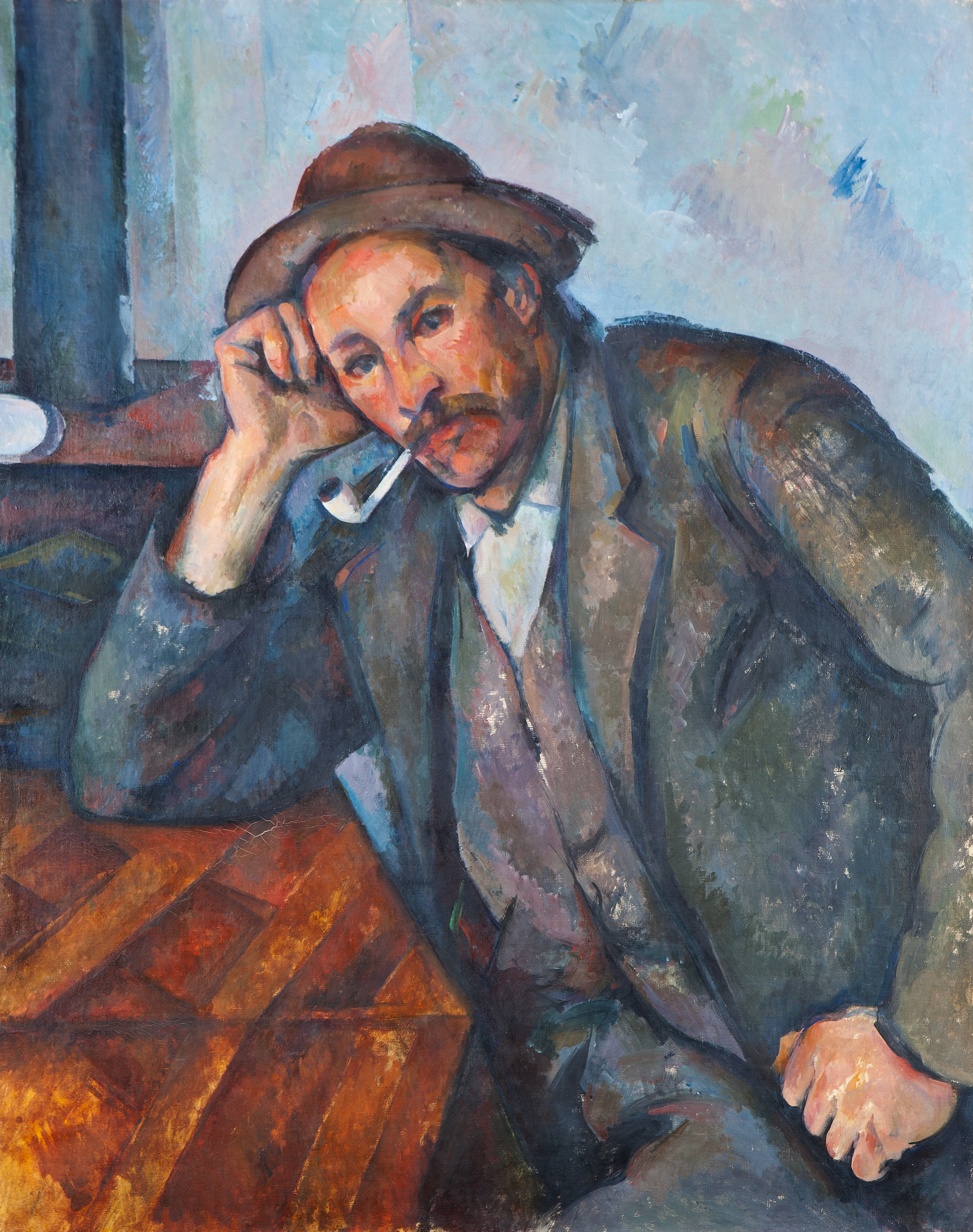
Paul Cézanne, Le Fumeur accoudé, 1890.
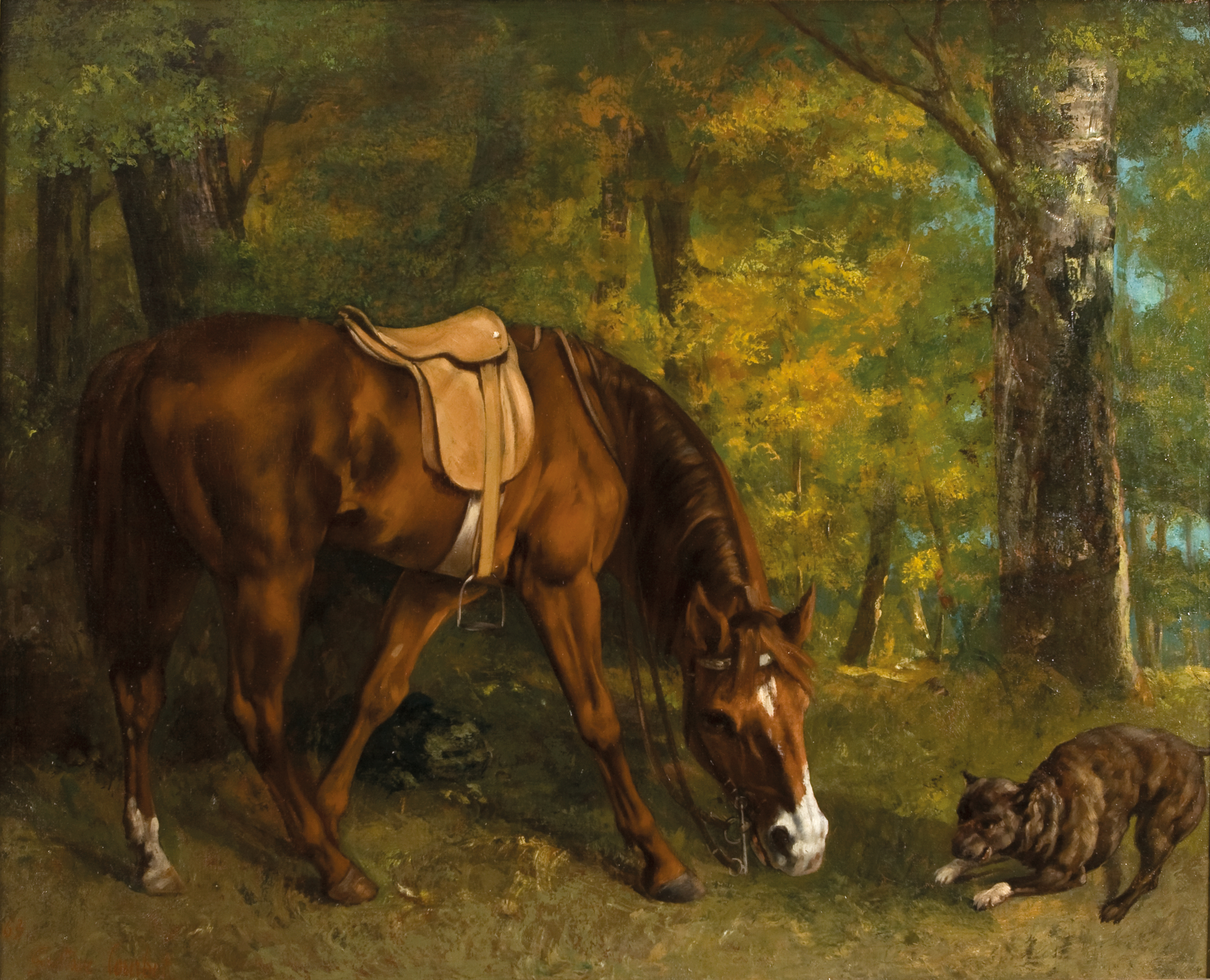
Gustave Courbet, La Chasse au renard, 1863-1867.
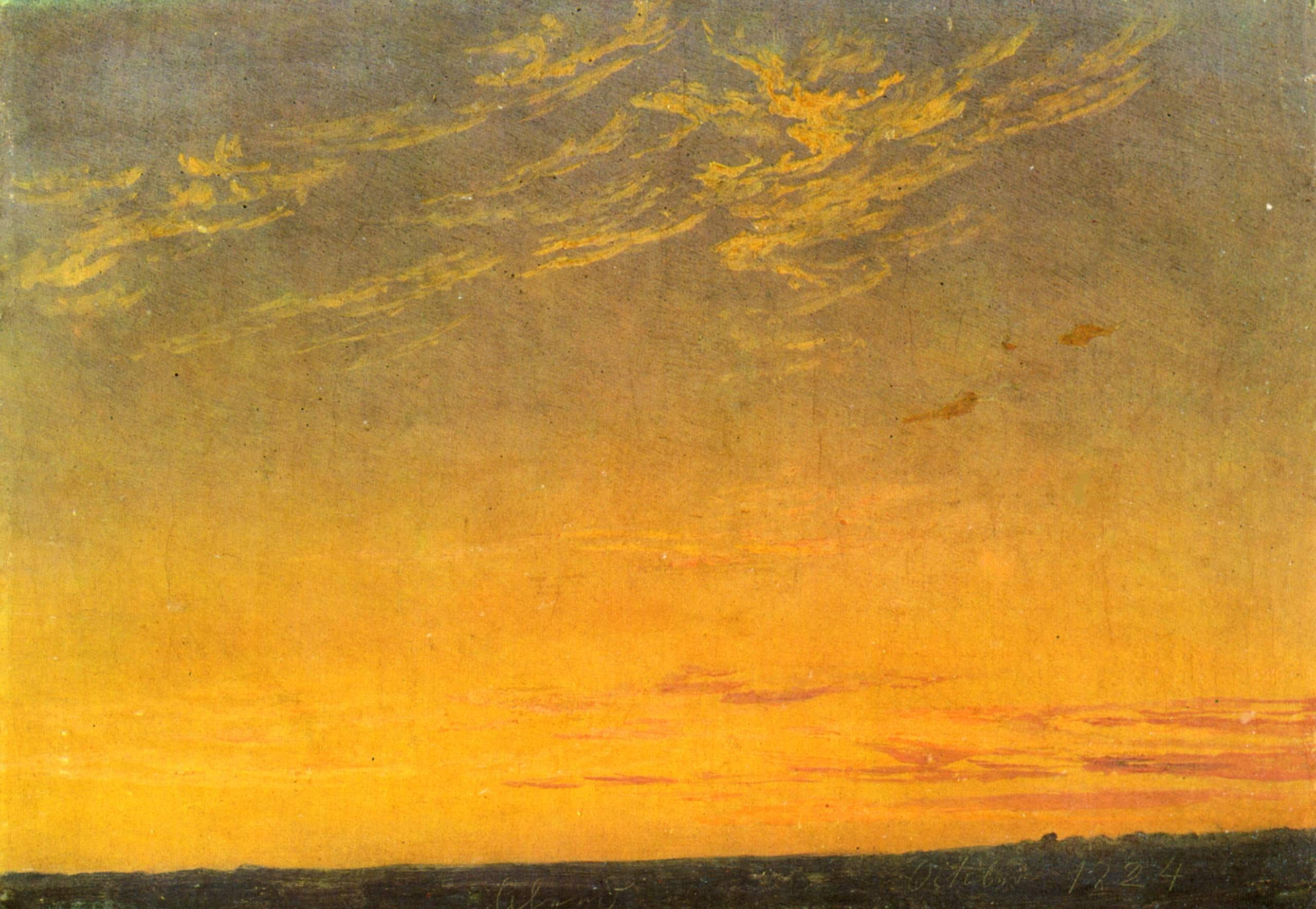
Caspar David Friedrich : Soir avec nuages, 1824.
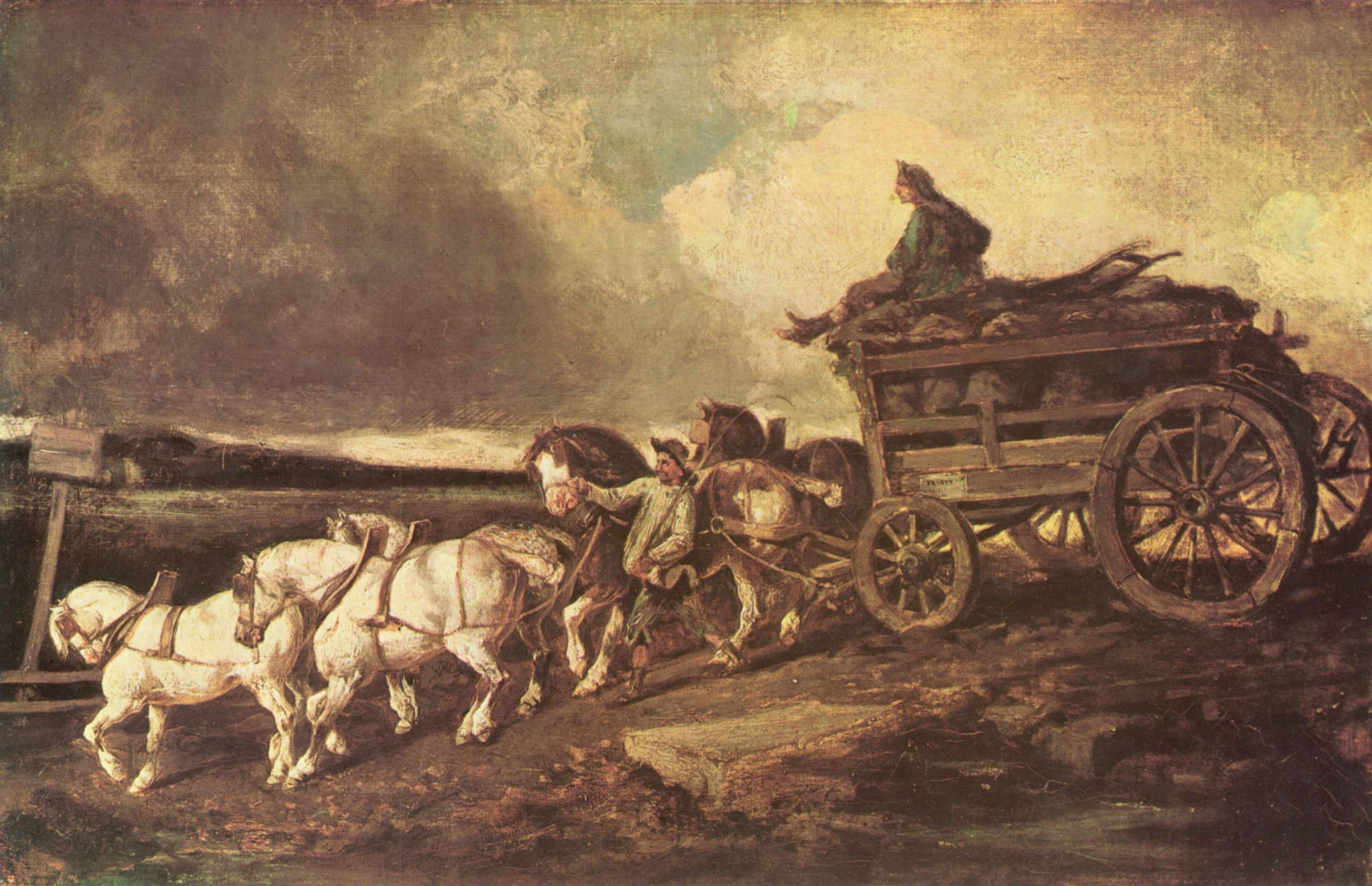
Théodore Géricault : Voiture de charbon, 1821-1822.
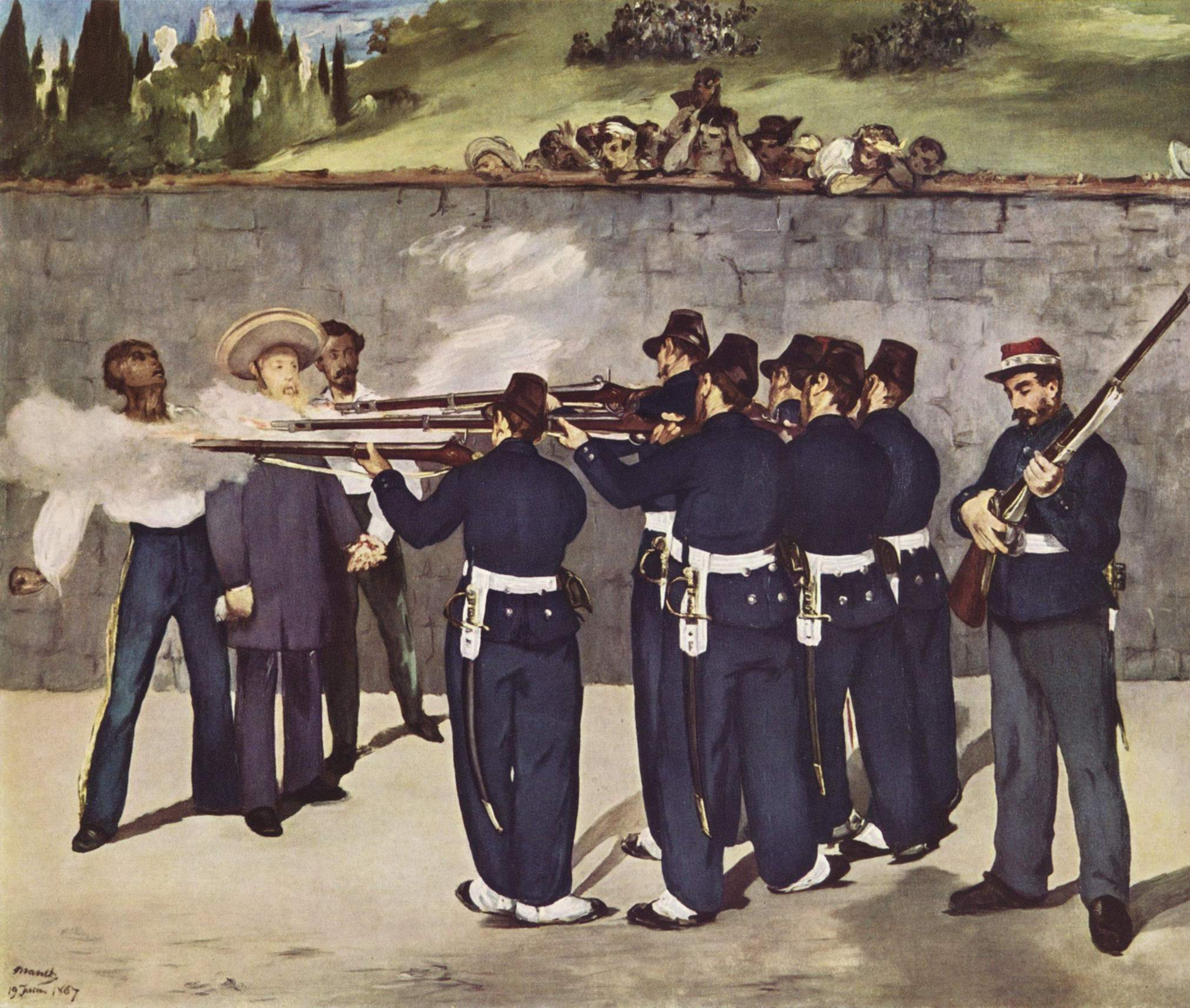
Édouard Manet : L'Exécution de Maximilien, 1868.
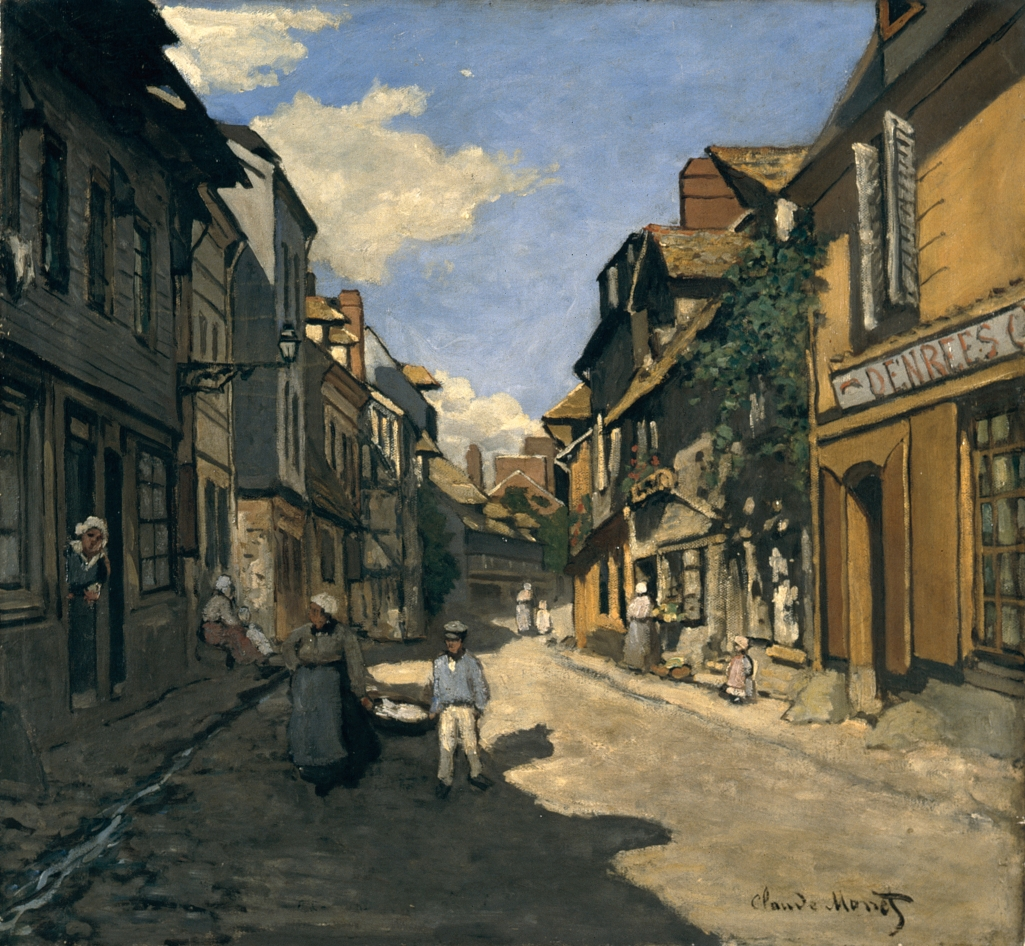
Claude Monet : La Rue de la Bavolle à Honfleur, 1864.
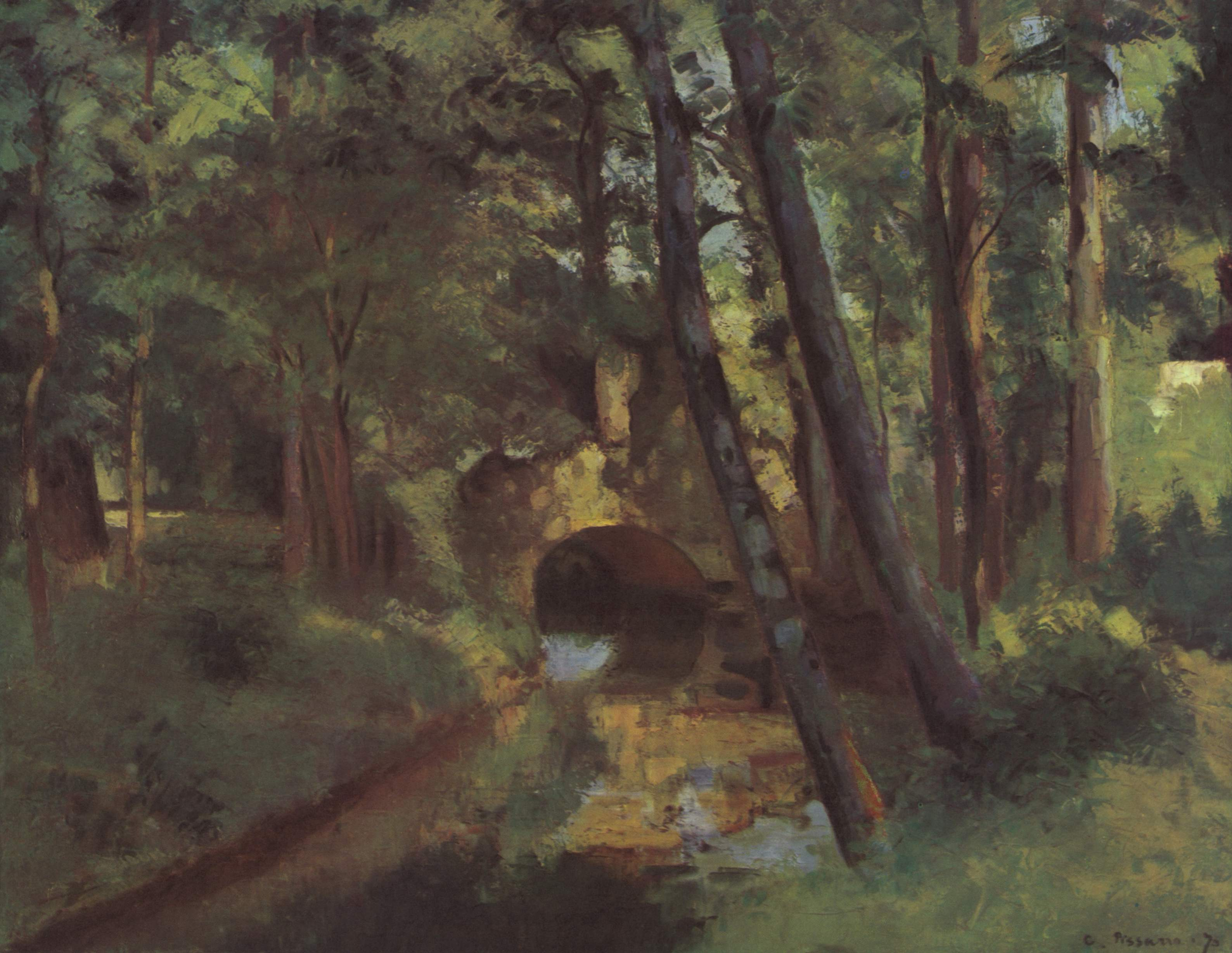
Camille Pissarro: Le Petit Pont, Pontoise, 1875.
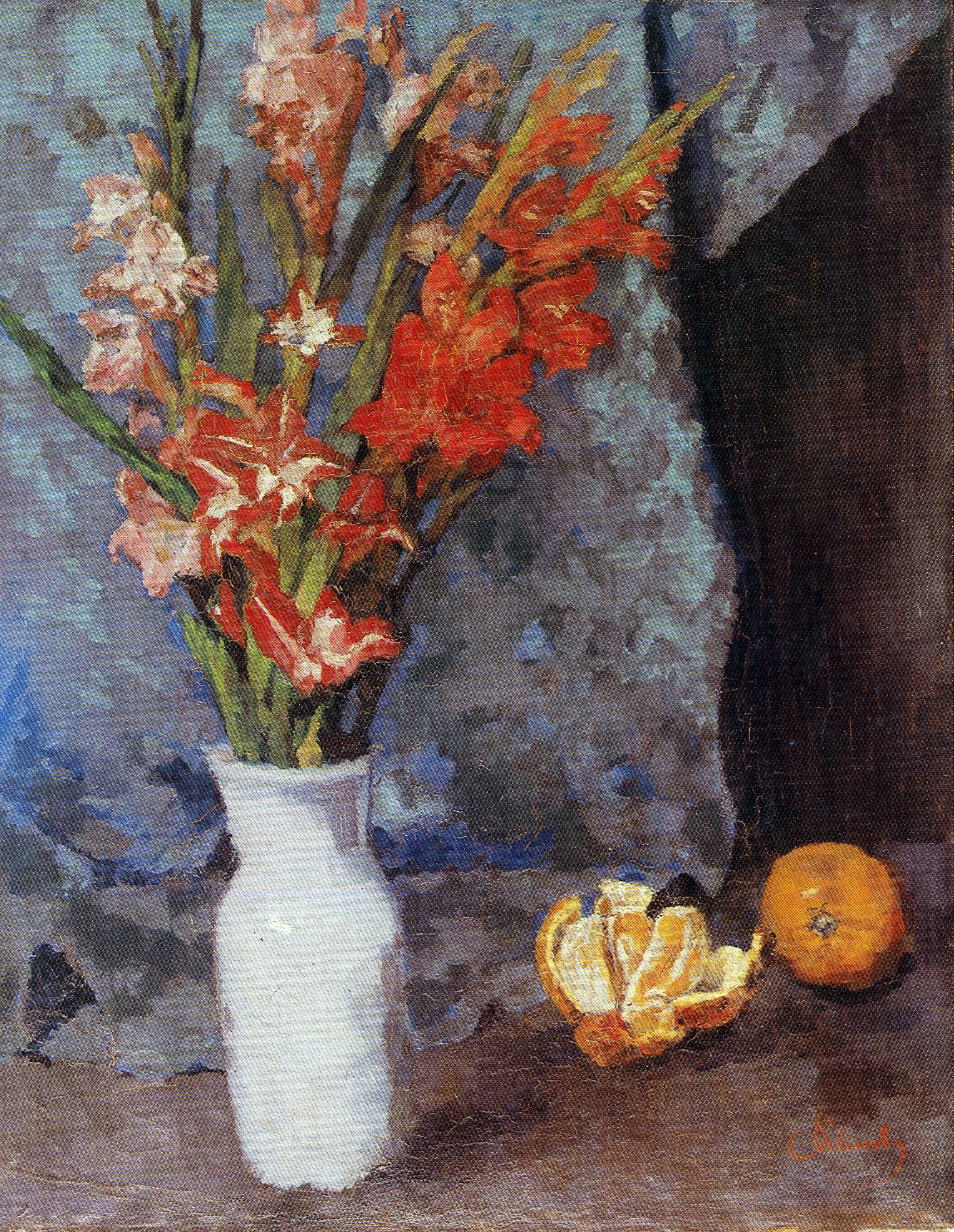
Carl Schuch, Glaïeuls et oranges, 1890-93.
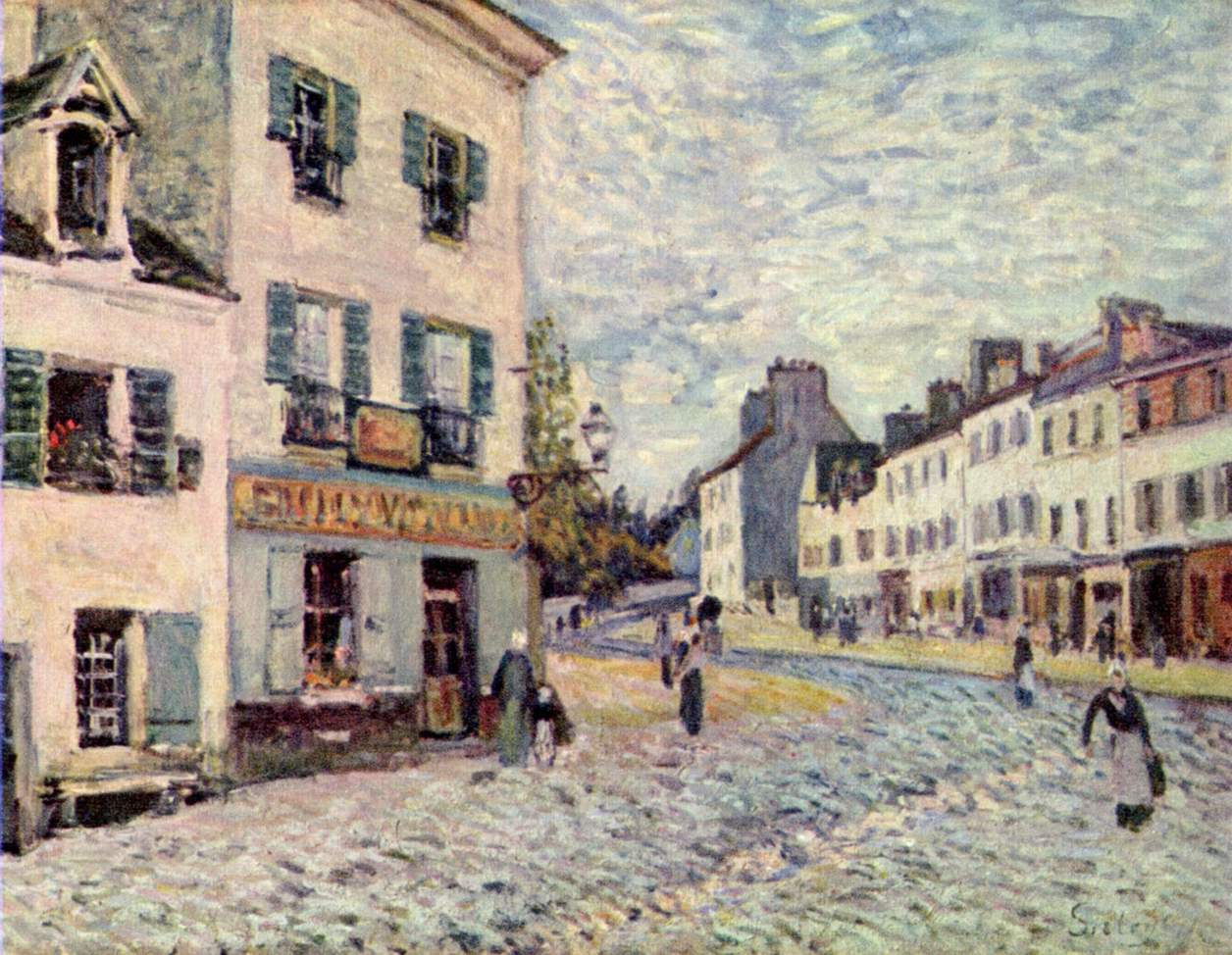
Alfred Sisley: Une rue à Marly, 1876.
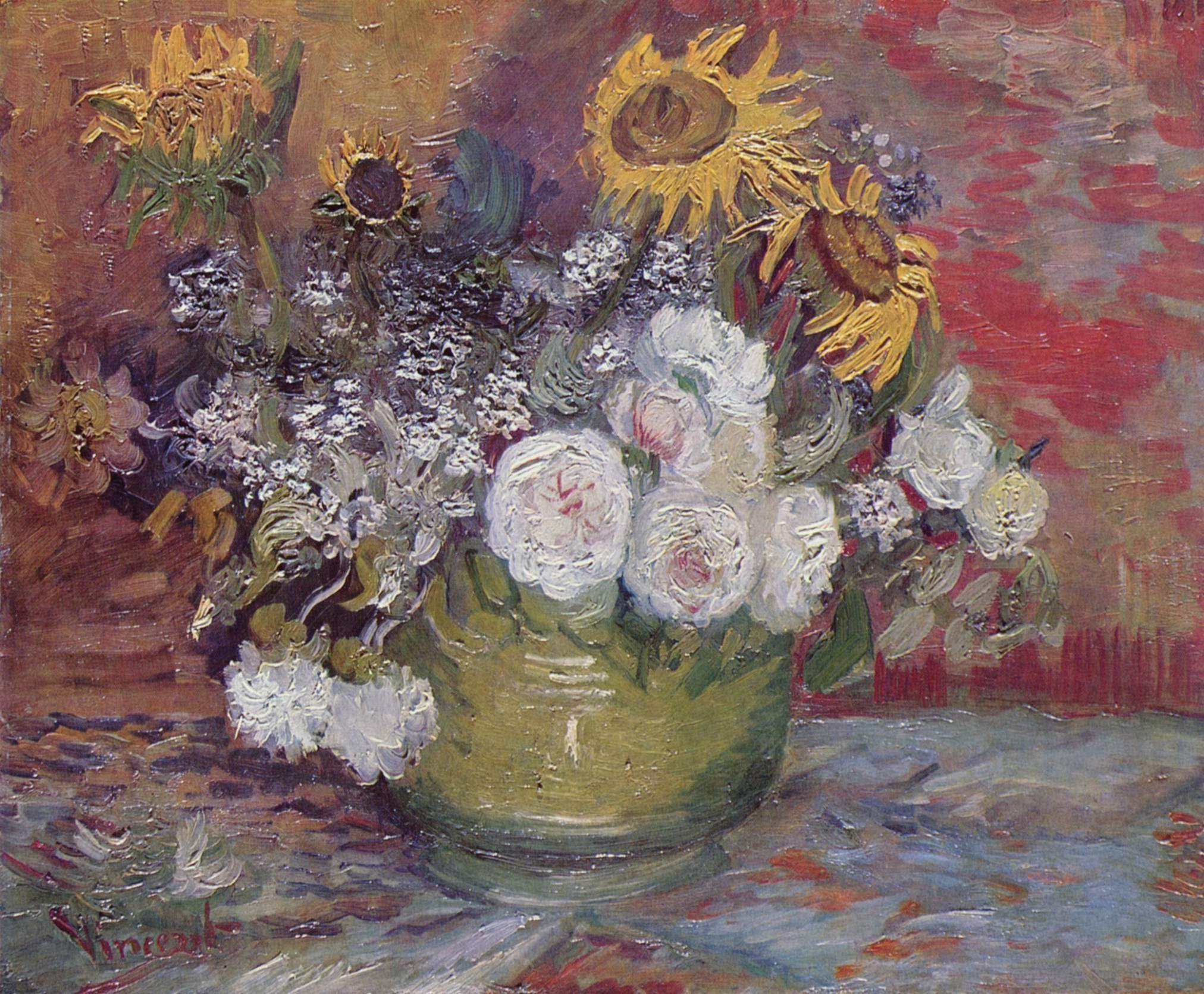
Vincent van Gogh : Roses et tournesols, 1886.
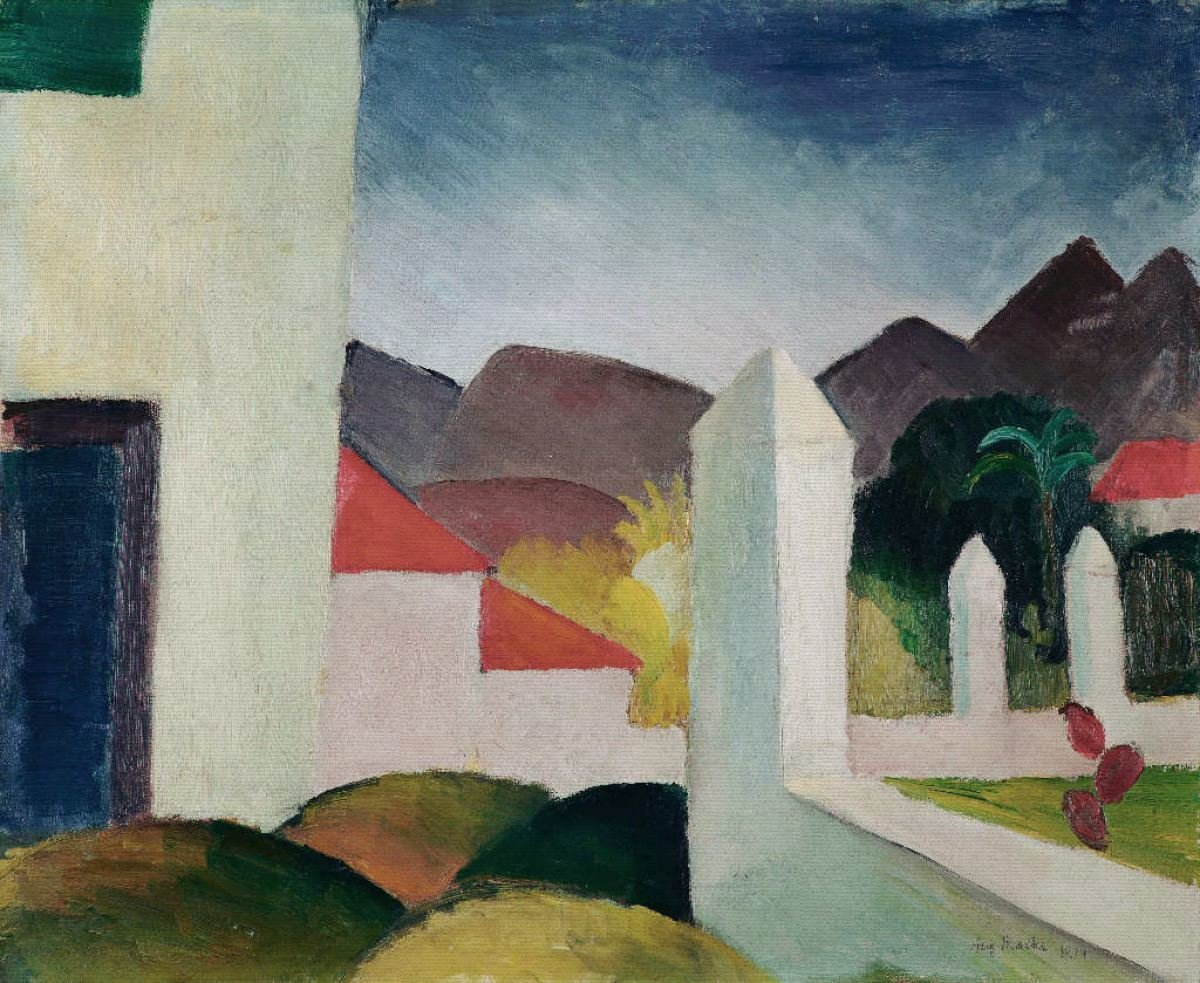
August Macke : Paysage africain, 1914.

## Histoire
Le musée ouvre en 1907 à l'occasion du 300e anniversaire de la ville de Mannheim lors d'une exposition internationale consacrée à l'art et aux jardins. La base des collections est celle léguée par le directeur de galerie grand-ducal Carl Kuntz (de) et 91 œuvres léguées par Max Emden (de) (dont des œuvres d'Anselm Feuerbach et de Carl Spitzweg). À partir de 1909, Fritz Wichert élargit les collections à la peinture française. Sous l'impulsion de Gustav Friedrich Hartlaub, nommé directeur du musée en 1923, a lieu en 1925 une exposition d'art contemporain titrée Nouvelle Objectivité (neue Sachlichkeit) et qui donne ainsi son nom à tout un courant artistique, ouvrant la voie à l'acquisition d'œuvres d'Otto Dix, George Grosz et Max Beckmann.
En 1933, Gustav Hartlaub est limogé par le régime national-socialiste qui organise alors une exposition intitulée : « Kulturbolschewistische Bilder » (Images de la culture bolchevique). Lui succède l'historien d'art Walter Passarge (de) qui est confronté en 1937 à la purification des musées de l'art dégénéré ; lors de cette spoliation d'œuvres d'art, la deuxième au musée depuis 1933, disparaissent 102 tableaux, 8 sculptures, 491 œuvres graphiques et 59 dossiers d'art, dont beaucoup ne seront pas retrouvés. Certaines de ces œuvres sont mises aux enchères en 1939 et parviennent à divers musées étrangers. Lors de la seconde guerre mondiale, les collections sont mises à l'abri et ne seront à nouveau exposées qu'en 1949 après réhabilitation du bâtiment principal lourdement endommagé.
Jusqu'en 1945 sont présentées des collections qui ne sont pas sujettes à la censure ; après 1945, W. Passarge et son successeur Heinz Fuchs s'efforcent de combler les manques dans les collections, notamment pour l'art moderne, les sculptures et les collections des XIXe et XXe siècles.

## Architecture
La construction (achevée en 1907) est supervisée par l'architecte Hermann Billing. L'édifice comporte trois ailes en forme de T, le bâtiment principal comporte un dôme. La façade en grès rouge est représentative de l'Art nouveau. Cette partie du bâtiment a fait l'objet d'une rénovation de 2000 à 2013.
En 2011, le cofondateur de SAP, Hans-Werner Hector et sa femme Josephine ont annoncé donner 50 millions d'euros pour la construction d'un nouveau bâtiment. Avec la participation de la ville, un concours d'architecture est organisé en 2012, et le cabinet Gerkan, Marg und Partner en est lauréat, avec Nikolaus Goetze comme chef de projet. L'idée qui a porté le projet est la "ville dans la ville"[réf. souhaitée].

## Sources
- (de) Cet article est partiellement ou en totalité issu de l’article de Wikipédia en allemand intitulé « Kunsthalle Mannheim » (voir la liste des auteurs).